# لری شا (کارگردان)
لری شا (انگلیسی: Larry Shaw؛ – ۱۱ مهٔ ۲۰۰۳) یک کارگردان اهل ایالات متحده آمریکا بود. وی از سال ۱۹۸۵ میلادی تاکنون مشغول فعالیت بوده‌است. 